# Liste von Persönlichkeiten der Universität der Künste Berlin/A–K
Die Liste von Persönlichkeiten der Universität der Künste Berlin enthält ohne Anspruch auf Vollständigkeit Lehrende und ehemalige Studenten beziehungsweise Absolventen (Alumni) der Berliner Hochschule der Künste und ihrer Vorgängereinrichtungen, die den Wikipedia-Kriterien entsprechen.
Wegen der mehrere hundert Personen umfassenden Tabelle ist diese aufgeteilt worden in Persönlichkeiten der Universität der Künste Berlin/A–K und Liste von Persönlichkeiten der Universität der Künste Berlin/L–Z.

## Erläuterung
Die mit L gekennzeichneten Personen gehörten oder gehören zum Lehrkörper; die Personen mit A sind ehemalige Absolventen oder Studenten (Alumni).
Die Tabelle ist sortierbar.

## Übersicht A bis K
| Vorname, Nachname, Lebensdaten                   | Lehramt von … bis bzw. Studienzeit | Fachgebiet                                                                            | L oder A | Bemerkungen (Funktion, Quelle) |
| ------------------------------------------------ | ---------------------------------- | ------------------------------------------------------------------------------------- | -------- | --- |
| Werner Aisslinger (* 1964)                       | –1992                              |                                                                                       | A        | Designer |
| Anna Anders (* 1959)                             | 2005–                              | Design Leben                                                                          | L        | Videokünstlerin |
| Horst Antes (* 1936)                             | 1968–?                             |                                                                                       | L        | Maler, Grafiker und Bildhauer |
| Dieter Appelt (* 1935)                           | 1954–1958                          | Musik und Gesang                                                                      | A        | Fotograf, Maler, Bildhauer, Video-, Aktions- und Objektkünstler                                                                            |
| Wiel Arets (* 1955)                              | 2004–2012                          | Bau, Planung und Design                                                               | L        | niederländischer Architekt, Stadtplaner, Industriedesigner                                                                                 |
| Thomas Arslan (* 1962)                           | 1986–1992                          | Regie; Narration in und mit technischen Bildmedien                                    | A        | deutsch-türkischer Filmregisseur |
| Hermann Bachmann (1922–1995)                     | 1957–1987                          | Malerei                                                                               | L        | Maler |
| Frank Badur (* 1944)                             | 1985–2009                          | Malerei                                                                               | L        | Maler und Zeichner |
| Helmut Barbe (* 1927)                            |                                    |                                                                                       |          | Dirigent, Organist, Komponist |
| Karl Bartos (* 1952)                             | 2004–2009                          | Auditive Mediengestaltung                                                             | L        | Musiker, Komponist |
| Georg Baselitz (* 1938)                          | 1992–2003                          | Malerei                                                                               | L        | Maler und Bildhauer |
| Max Baumann (1917–1999)                          | 1946–1978                          | Klavier, Tonsatz                                                                      | L        | Komponist, Musiker, Dirigent |
| Paul Baumgarten (1900–1984)                      | 1942 – um 1968                     | Architektur                                                                           | L        | Architekt |
| Adam Benzwi (* 1965)                             | 1987–                              | Musical/Show                                                                          | L        | US-amerikanischer Pianist |
| Gerhart Bergmann (1922–2007)                     | 1963–1990                          | Malerei, Grafik                                                                       | L        | Maler und Grafiker |
| F. W. Bernstein (1938–2018)                      | 1984–1999                          | Karikatur und Bildgeschichte                                                          | L        | Lyriker, Grafiker, Karikaturist und Satiriker                                                                                              |
| Mario Bertoncini (* 1932)                        | 1980–2004                          | Musik                                                                                 | L        | italienischer Komponist und Pianist |
| Joël Betton                                      | 2009–                              | Musik                                                                                 | L        | Musiker (Gitarre, Mandoline), Perkussion; Komponist                                                                                        |
| Karlheinz Biederbick (* 1934)                    | 1973–1999                          | Bildhauerei                                                                           | L        | Bildhauer |
| Hans Bierbrauer (1922–2006)                      | 1948–2006                          | Karikatur                                                                             | L        | Karikaturist und Zeichner, bekannt unter seinem Künstlernamen Oskar                                                                        |
| Bodo Bischoff (* 1952)                           | um 1970–1979                       | Musikwissenschaft                                                                     | A        | Musikwissenschaftler |
| Wolfgang Boettcher (* 1935)                      | 1976 – um 1988                     |                                                                                       | L        | Cellist |
| Roger Boggasch (1965–2015)                       |                                    | Dirigieren, Klavier und Tonsatz                                                       | A        | Dirigent |
| Markus Böker (* 1966)                            |                                    | Schauspielerei                                                                        | A        | Film-, Fernseh- und Theaterschauspieler |
| Michael Bollé                                    | 1994–2016                          | Architekturgeschichte und Architekturtheorie                                          | L        | Architekt |
| Siegfried Borries (1912–1980)                    | 1948–1961                          | Violine                                                                               | L        | |
| Daniela Brahm (* 1966)                           | 1988–1995                          | Malerei, Design                                                                       | A        | Designerin |
| Thomas Brandis (1935–2017)                       | 1977–2002                          | Violine                                                                               | L        | Violinist |
| Peter Breuer (1856–1930)                         |                                    | Bildhauerei                                                                           | L        | Bildhauer |
| Stéphanie Bru (* 1973)                           | 2023–                              | Architektur                                                                           | L        | Architekt |
| Elmar Budde (* 1935)                             | 1972–                              | Musikwissenschaft                                                                     | L        | Komponist |
| Vicco von Bülow (1923–2011)                      | 2003–                              | Theaterkunst                                                                          | L        | Humorist (Loriot) |
| Wilhelm Büning (1881–1958)                       | 1945–1952                          | Architektonisches Entwerfen, Baukonstruktion und Hygiene im Bauwesen                  | L        | Architekt |
| Carl August Bünte (1925–2018)                    | 1986–1999 1946–1949                | Dirigieren                                                                            | L, A     | Dirigent |
| Charles Bünte (1880–1943)                        | 1905–1938                          | Klavier                                                                               | L        | Pianist, Komponist |
| John Burgan (* 1962)                             | 1996–2001                          | Experimentelle Filmgestaltung                                                         | L        | englischer Filmschaffender |
| Sigi Busch (* 1943)                              | 1988–2008                          | Kontrabass, Jazztheorie und Gehörbildung                                              | L        | Jazzmusiker (Kontrabass) |
| Rainer Cadenbach (1944–2008)                     | 1987–2008                          | Musikwissenschaft                                                                     | L        | Musikwissenschaftler |
| Alexander Camaro (1901–1992)                     | 1951–1970                          | Malerei                                                                               | L        | Maler und Tänzer |
| Alberto De Campo                                 | 2009–                              | Generative Kunst / Compotational Art                                                  | L        | Künstler, Musiker, Komponist |
| Thuur Camps (1955–1988)                          |                                    | Malerei, Grafik                                                                       | A        | niederländischer Maler und Grafiker |
| Tony Cragg (* 1949)                              | 2001–2006                          | Bildhauerei                                                                           | L        | englischer bildender Künstler |
| Charles Crodel (1894–1973)                       | 1948–1951                          | Dekoratives Gestalten                                                                 | L        | Maler und architekturbezogener Gestalter                                                                                                   |
| Antonio Piedade da Cruz (1895–1982)              | 1923–1925                          | Malerei und Bildhauerei                                                               | A        | Indischer Maler und Bildhauer |
| Christian-Friedrich Dallmann (* 1955)            | 2004–                              | Horn                                                                                  | L        | Hornist, Pianist |
| Katja Danowski (* 1974)                          | 1996–2000                          | Schauspielerei                                                                        | A        | Theater- und Filmschauspielerin |
| Tilmann Dehnhard (* 1968)                        | 1989–1994                          | Flöte und Saxophon                                                                    | A        | Jazzsaxophonist und -flötist |
| Christoph Dettmeier (* 1966)                     |                                    |                                                                                       | A        | Bildhauer, Fotograf und Performancekünstler                                                                                                |
| Pascal Devoyon (* 1953)                          | 1996–                              | Musikwissenschaft                                                                     | L        | französischer Pianist und Musikpädagoge |
| Hans-Jürgen Diehl (* 1940)                       | 1997–                              | Malerei                                                                               | L        | Maler |
| Gerhard Diel (* 1952)                            | 1993–2017                          | Entwerfen raumbezogener Systeme / Ausstellungsgestaltung                              | L        | Dipl.-Ing. Architekt, Dipl.-Ing. Innenarchitekt, Des.-Grad                                                                                 |
| Werner D’Inka (* 1954)                           | ?                                  | Redaktionsmanagement, Kulturjournalismus                                              | L        | Journalist |
| Martina Dobbe                                    | 2013–                              | Kunstgeschichte, Kunstwissenschaft                                                    | L        | [ 9 ] |
| Kerstin Dörhöfer (* 1943)                        | 1986–2008                          | Architektur, Stadtplanung                                                             | L        | |
| Stan Douglas (* 1960)                            | 2004–2006                          | Medienwissenschaften                                                                  | L        | kanadischer Künstler (Foto, Film, Installation)                                                                                            |
| Daniel Mark Eberhard (* 1976)                    | 2014–2016                          | Musikpädagogik                                                                        | L        | Musikpädagoge und Musiker |
| Theo Effenberger (1882–1968)                     | 1945 – nach 1950                   | Zeichnen, Architektur                                                                 | L        | Architekt in Ostpreußen |
| Ólafur Elíasson (* 1967)                         | 2006–                              | Gründer und Leiter des Instituts für Raumexperimente                                  | L        | dänischer Künstler isländischer Herkunft                                                                                                   |
| Dirk Elsemann (* 1977)                           | 2003–                              | Liturgisches Orgelspiel Kirchenmusik                                                  | L A      | Kirchenmusiker |
| Heinz Emigholz (* 1948)                          | 1993–2013                          | Experimentelle Filmgestaltung                                                         | L        | Filmemacher, Künstler, Autor und Produzent                                                                                                 |
| Sorin Enachescu (* 1948)                         | 1985–                              | künstlerische Ausbildung Klavier                                                      | L        | rumänischer Pianist |
| Martin Engelman (1924–1992)                      | 1970–1992                          |                                                                                       | L        | niederländischer Maler und Grafiker |
| David Evison                                     | 1982–2010                          | Bildhauerei                                                                           | L        | chinesisch-englischer Maler und Bildhauer                                                                                                  |
| Lore Feininger (1901–1991)                       | 1918–                              | Fotografie                                                                            | A        | Fotografin |
| Ingrid Figur (1936–2025)                         | 1974–1999                          | Gesang                                                                                | L        | Konzert- und Oratoriensängerin |
| Christian Finke (* 1958)                         | 1976–1981                          | Gesang                                                                                | A L      | Kirchenmusiker, Hochschullehrer |
| Lothar Fischer (1933–2004)                       | 1975–1997                          | Bildhauerei                                                                           | L        | Bildhauer |
| Dietrich Fischer-Dieskau (1925–2012)             | 1983–1991                          | Gesang                                                                                | L        | Sänger, Dirigent, Maler, Musikschriftsteller und Rezitator                                                                                 |
| Elsa Fischer-Treyden (1901–1995)                 | 1948–1949                          | Industriedesign                                                                       | A        | Produktdesignerin |
| Errico Fresis (* 1963)                           | 2003–                              | Gesang/Musiktheater                                                                   | L        | deutsch-griechischer Dirigent und Pianist; Prodekan der Fakultät Darstellende Kunst                                                        |
| David Friedman (* 1944)                          | 1989–                              | Vibraphon und Komposition                                                             | L        | US-amerikanischer Jazz-Vibraphonist und Marimbaphonist                                                                                     |
| Andreas Fuhrimann (* 1956)                       | 2011–2014                          | Architektur                                                                           | L        | Architekt |
| Klaus Fußmann (* 1938)                           | 1974–2005                          | Malerei                                                                               | L        | Maler und Grafiker |
| Werner Gaede (1926–2014)                         | 1966–                              | Texttheorie und Textgestaltung im Bereich Gesellschafts- und Wirtschaftskommunikation | L        | Sachbuchautor und Hochschullehrer |
| Klaus Gasteier                                   | 2008–                              | Audiovisuelle Kommunikation / Neue Medien                                             | L        | Ingenieur, Designer, Medienforscher |
| Catherine Gayer (* 1937)                         | 1950er                             | Gesang                                                                                | A        | US-amerikanische Sopranistin |
| Johannes Geccelli (1925–2011)                    | 1965–1988                          | Kunsterziehung und Kunstwissenschaft                                                  | L        | Maler |
| Jonas Geist Johann Friedrich (Jonas) (1936–2009) | 1977–2004                          |                                                                                       | L        | Architekt, Stadtplaner, Architekturhistoriker, Autor                                                                                       |
| Christoph Gengnagel (* 1965)                     | 2007–                              | Konstruktives Entwerfen und Tragwerkslehre                                            | L        | Architekt und Bauingenieur |
| Niklas Goldbach (* 1973)                         | 2013– 2000–2006                    | Experimentelle Filmgestaltung und Medienkunst                                         | L; A     | Fotograf, Videokünstler |
| Alexander Gonda (1905–1977)                      |                                    | Bildhauerei                                                                           | L        | deutsch-ungarischer Bildhauer |
| Kuno Gonschior (1935–2010)                       | 1982–2000                          | Malerei                                                                               | L        | Maler |
| Bettina Götz (* 1962)                            | 2007–                              | Entwerfen und Baukonstruktion                                                         | L        | Architektin |
| Hermann Grabner (1886–1969)                      | 1938–1946                          | Musik                                                                                 | L        | deutsch-österreichischer Komponist und Musikpädagoge                                                                                       |
| Alfred Grazioli (1940–2018)                      | 1972–2007                          | Städtebau                                                                             | L        | Architekt, Stadtplaner und Hochschullehrer                                                                                                 |
| Elma Grohs-Hansen (1892–1981)                    | 1919–1921                          | Bildhauerei                                                                           | A        | Bildhauerin |
| Konradin Groth (* 1947)                          | 1998–                              | Musik                                                                                 | L        | Musiker (Trompeter) |
| Hildegard Grube-Loy (1916–2002)                  | 1935–1936                          | Malerei und Grafik                                                                    | A        | Aquarellmalerin |
| Elisabeth Grümmer (1911–1986)                    | 1965–1986                          | Musik                                                                                 | L        | Opern- und Kammersängerin |
| Curt Grützmacher (1928–2010)                     | 1965–1993                          | Literatur und Kunstgeschichte                                                         | L        | Kunstwissenschaftler |
| Gabrielle Hächler (* 1958)                       | 2011–2014                          | Architektur                                                                           | L        | Architektin |
| Dieter Hacker (* 1942)                           | 1990–2007                          | Malerei                                                                               | L        | Maler |
| Monika Hamann (* 1948)                           | 1986–1987                          | Bildhauerei                                                                           | L        | Bildhauerin |
| Bernhard Hartog                                  | um 2001–                           | Musik                                                                                 | L        | Musiker (Violine, Klavier, Flöte) |
| Gertrud von Hassel (1908–1999)                   | etwa 1928–1933                     | Kunst                                                                                 | A        | Pädagogin und Malerin |
| Susanne Hauser                                   | 2008–                              | Kunst- und Kulturgeschichte                                                           | L        | Architektin |
| Robert Hausmann (1852–1909)                      | 1876–1909                          | Cello                                                                                 | L        | Musiker (Cello) |
| Bernhard Heiliger (1915–1995)                    | 1949–1986                          | Bildhauerei                                                                           | L        | Bildhauer |
| Achim Heine (* 1955)                             | 1993–                              | Experimentelles Design                                                                | L        | Designer |
| Burkhard Held (* 1953)                           | 1993– 1972–1978                    | Malerei                                                                               | L        | Maler |
| Klaus Hellwig (* 1941)                           | 1980–                              | Musik (Klavier)                                                                       | L        | Musiker |
| Lothar Hensel (* 1961)                           | 1979–1985                          |                                                                                       | A        | Bandoneonspieler, Komponist und Arrangeur                                                                                                  |
| Dieter Herbst (* 1960)                           | 1993–                              | Strategisches Kommunikationsmanagement                                                | L        | Marken- und Kommunikationsexperte |
| Karl-Heinz Herrfurth (1934–2015)                 | 1974–2002 1954–60                  | Malerei                                                                               | L A      | Maler und Kunsterzieher |
| Fons Hickmann (* 1966)                           |                                    | Malerei                                                                               | A        | Kunstpädagogin und Malerin |
| Bertha Hintz (1876–1967)                         | 1971–1993 1949–1956                | Malerei                                                                               | A        | Maler |
| Horst Hirsig (1929–2019)                         | 1971–1993 1949–1956                | Malerei                                                                               | L        | Maler |
| Egon Hoelzmann (1917–2011)                       | ? bis 1982                         | Malerei                                                                               | L        | Maler |
| Karl Horst Hödicke (1938–2024)                   | 1974–2005 1959–1964                | Malerei, Architektur                                                                  | L        | Maler |
| Karl Hofer (1878–1955)                           | 1945–1955                          | Malerei                                                                               | L        | Maler; Erster Rektor ab 1949 |
| Beate Honsell-Weiss (* 1952)                     | 1975–1980 1987–1991                |                                                                                       | A L      | bildende Künstlerin |
| Alfred Hrdlicka (1928–2009)                      | 1986–1989                          | Bildhauerei                                                                           | L        | österreichischer Bildhauer, Zeichner, Maler, Grafiker und Schriftsteller                                                                   |
| Leiko Ikemura (* 1951)                           | 1991–                              | Malerei                                                                               | L        | japanisch-schweizerische Malerin, Grafikerin und Bildhauerin                                                                               |
| Jan Gottlieb Jiracek von Arnim (* 1973)          |                                    |                                                                                       | A        | Pianist |
| Joseph Joachim (1831–1907)                       | 1869–1907                          | Musik                                                                                 | L        | Gründungsrektor der Königlich-Akademischen Hochschule für ausübende Tonkunst; österreichisch-ungarischer Violinist, Dirigent und Komponist |
| Gesche Joost (* 1974)                            | 2011–                              | Designforschung                                                                       | L        | Designerin, Politikerin |
| Herbert W. Kapitzki (1925–2005)                  | 1970–1990                          |                                                                                       | L        | Grafiker und Grafikdesigner |
| Marwan Kassab-Bachi (1934–2016)                  | 1980–2002                          | Malerei                                                                               | L        | syrischer Maler |
| Max Kaus (1891–1977)                             | 1945–1959                          | Malerei                                                                               | L        | Maler und Graphiker, Stellvertretender Rektor                                                                                              |
| Johannes Kersthold (* 1965)                      | 1980er                             | Jazzklavier                                                                           | A        | Jazzpianist |
| Kora Kimpel                                      | 2014–                              | Grundlagen der Gestaltung mit digitalen Medien                                        | L        | Designerin, Prodekanin der Fakultät Gestaltung                                                                                             |
| Karl Klingler (1879–1971)                        | 1910 – m. U. 1936 1886 – um 1894   | Geige                                                                                 | L; A     | Geiger, Konzertmeister, Komponist, Musikpädagoge                                                                                           |
| Ulrich Knispel (1911–1978)                       | 1970er                             | Malerei                                                                               | L        | Designer, Glaskünstler, Maler |
| Bernd Koberling (* 1938)                         | 1988– 1958–1960                    | Malerei                                                                               | L; A     | Maler |
| Christiane Kofler (* 1966)                       | 2010er                             | Medienmanagement                                                                      | L        | Medienunternehmerin, Kunstsammlerin |
| Azade Köker (* 1949)                             | 1973–1975                          |                                                                                       | A        | türkische Bildhauerin und Malerin |
| Stefan Kozinski (1953–2014)                      | 2007–2008                          |                                                                                       | L        | US-amerikanischer Komponist, Dirigent, Arrangeur und Pianist                                                                               |
| Adolf Krischanitz (* 1946)                       | 1992–2012                          | Entwerfen und Stadterneuerung                                                         | L        | österreichischer Architekt |
| Robert Kudielka (* 1945)                         | 1978–2010                          | Ästhetik und Theorie der Kunst                                                        | L        | [ 23 ] |
| Axel Kufus (* 1958)                              | 2004–                              | Entwerfen und Entwickeln im Design                                                    | L        | Produktdesigner |
| Rudolf Kügler (1921–2013)                        | 1956–1986 1948–1954                | Email-Klasse, freie Malerei                                                           | L; A     | Maler, Zeichner und Grafiker |
| Ingo Kühl (* 1953)                               | 1977–1982                          | Architektur und Bildende Kunst                                                        | A        | Maler, Zeichner, Bildhauer und Architekt                                                                                                   |
| Ingeborg Kuhler (* 1943)                         | 1984–2008                          | Architektur                                                                           | L        | Architektin |
| Clemens Kühn (* 1945)                            | 1978–1988                          | Musiktheorie                                                                          | L        | Musiktheoretiker, Komponist |
| Sven Kuhrau                                      | 2008–                              | Architekturgeschichte und Architekturtheorie                                          | L        | Architekt |
| Günter Kupetz (1925–2018)                        | 1973–1995                          | Produktdesign                                                                         | L        | Industriedesigner |
| Alicja Kwade (* 1979)                            | 1990–1995                          |                                                                                       | A        | deutsche Künstlerin polnischer Herkunft (Video, Bildhauerei, Installationen, Lichtinstallationen)                                          |

Fortsetzung L bis Z: Liste von Persönlichkeiten der Universität der Künste Berlin/L–Z